# Wehrmachtslokomotive WR 360 C 14
Les WR 360 C 14 sont une série de locotracteur diesels construits à partir de 1937 par l'industrie allemande à destination de la Wehrmacht pour la traction de pièces d'artillerie.
Ils ont été utilisés après la Seconde Guerre mondiale par la SNCF sous la désignation de Y 50100.

## Description
D'une allure massive, ces locotracteurs à trois essieux sont équipés d'un moteur diesel entrainant une transmission hydraulique Voith agissant sur un faux essieu couplé par bielles aux trois essieux moteurs. Le moteur d'origine est un Deutz V6M 436 à 6 cylindres en ligne de 360ch.

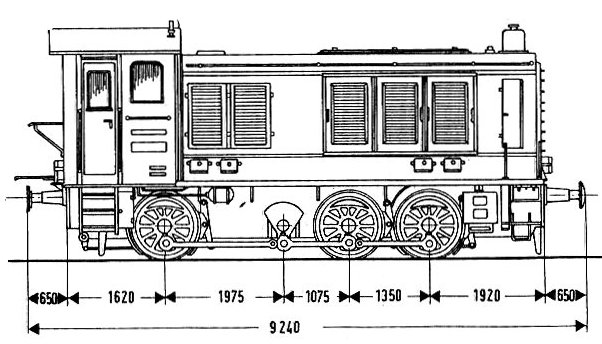